# Túnel de Mont Blanc
El túnel de Mont Blanc es un túnel en los Alpes, que une por carretera Francia con Italia, bajo el Mont Blanc.
Las dos ciudades más famosas cerca del túnel son Chamonix (Alta Saboya, Francia) y Courmayeur (Valle de Aosta, Italia). Comenzado en 1957 y terminado en 1965, el túnel de 11,6 km de largo y 8,6 m de ancho discurre bajo la montaña entre estas dos ciudades. Es una de las principales rutas de transporte transalpinas, particularmente para Italia, que la utiliza para transportar hasta un tercio de sus mercancías hacia el norte de Europa.

## Tragedia de 1999
El 24 de marzo de 1999, un camión belga incendiado en el túnel causó una de las tragedias automovilísticas más grandes de Europa. El fuego se propagó muy rápidamente en el interior del túnel e hizo arder todo el combustible que encontró a su paso. Se produjo un enorme incendio que duró 53 horas. Fallecieron 39 personas, la gran mayoría carbonizadas dentro de sus automóviles, otras tratando de escapar a pie.

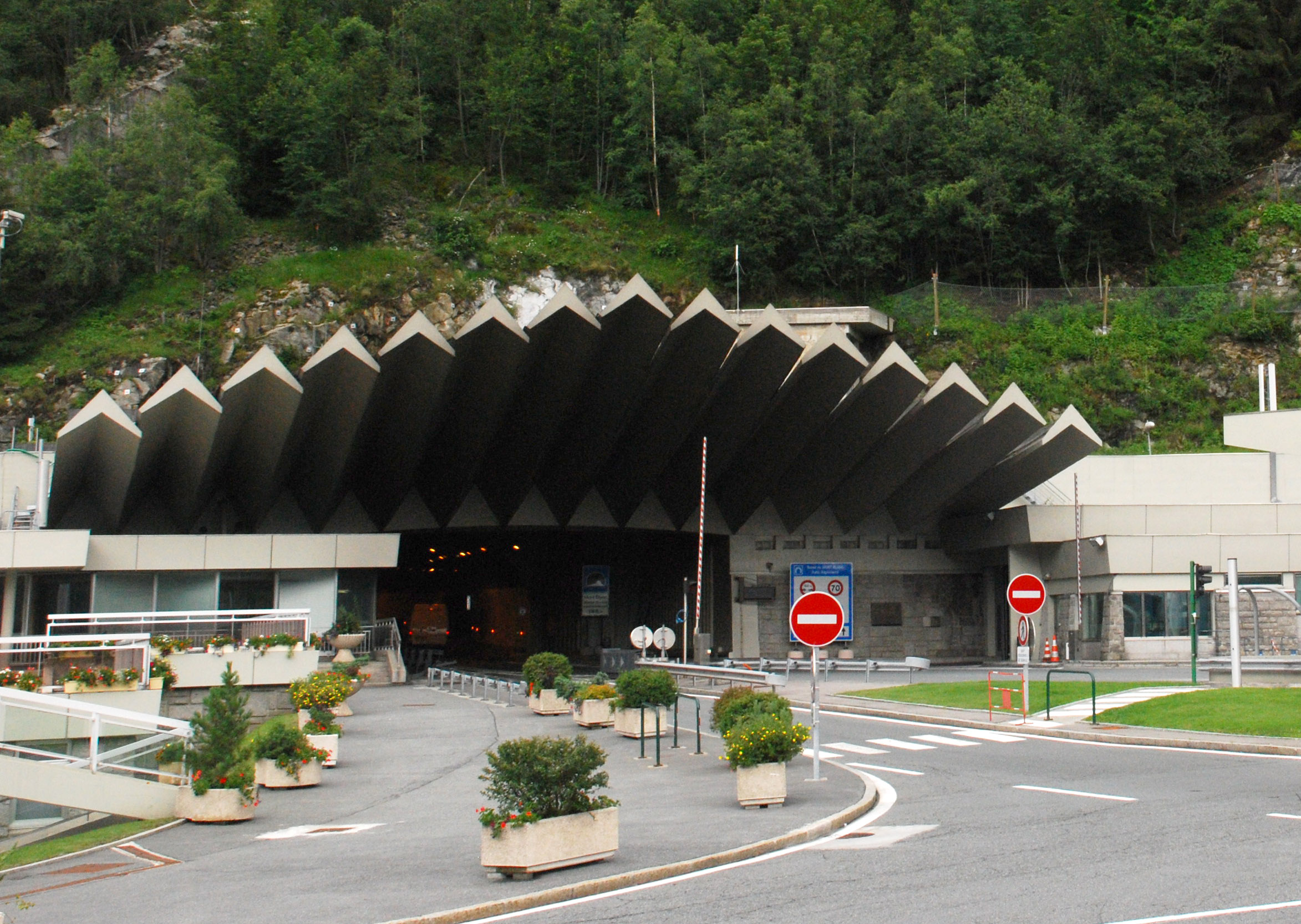
Entrada al túnel desde el lado francés (junio de 2007).